# Gonçalo Anes do Amaral
Gonçalo Anes do Amaral (Tábua, Midões, c. 1367 / c. 1369 - d. 1439) foi um nobre português.

## Biografia
Filho sacrílego de D. João Anes do Amaral, Bispo de Évora, e de Marinha Gonçalves.
Parece ser o Gonçalo Anes «de mjdoões» a quem D. João I deu, a 5 de Abril de 1385, a colheita de Coja como parte da sua quantia (moradia).
Foi legitimado por Carta Real de D. João I de Portugal a 22 de Março de 1390 como Gonçalo Anes, filho de João Anes, Clérigo de Ordens Sacras e Deão de Viseu, e Marinha Gonçalves, mulher solteira, acrescentando-se na carta que «o dicto seu padre he ora bispo d evora» (Chancelaria de D. João I, Livro 2, Fólio 5v).
Terá herdado outros bens, nomeadamente o Souto de Lourosa.
Como Gonçalo Anes, filho do Bispo de Évora, seu vassalo, teve de D. João I a Alcaidaria-Mor do Castelo de Alenquer a 17 de Março de 1392 (Chancelaria de D. João I, Livro 2, Fólio 69).
Pode ser o Gonçalo Anes que, com sua mulher, recebeu do Cabido de Viseu, a 13 de Julho de 1426, o Prazo duns Pardieiros na Rua de Cimo de Vila. E o Gonçalo Anes, de Colmeosa, Escudeiro, morador de Viseu, que, a 5 de Julho de 1427, recebeu do Cabido o Prazo da «Possessão» de Moure do Carvalhal.
Deve ser o Gonçalo Anes que, a 17 de Janeiro de 1434, teve Mercê Real de Escrivão das Sisas de Midões, confirmada a 25 de Maio de 1439.

## Casamento e descendência
Casou com Catarina Vicente Pereira, Senhora da Casa de Midões.
Pela redacção da Carta de Armas de Frei André do Amaral poderia supor-se que é esta Catarina Vicente Pereira que era trineta do Cavaleiro Domingos Joanes, de Oliveira do Hospital, mas é confusão com sua nora.
Esta Catarina Vicente Pereira parece filha do Rodrigo Álvares, Escudeiro de Midões, que era criado do Arcebispo de Braga D. Martim Afonso de Miranda quando em 1414 testemunhou uma doação a um filho do dito Arcebispo (Chancelaria de D. João I, Livro 3, Fólios 114 a 116).
Foram pais de Martim Gonçalves do Amaral ou Pereira (Tábua, Midões, c. 1415 - Tábua, Midões), Fidalgo, Senhor da Casa de Midões, casado com Mécia Rodrigues Homem ou Mécia Dias Homem, filha de Diogo Álvares Homem, a quem sucedeu no Morgado e Capela instituídos por seu bisavô em linha directa o guerreiro Cavaleiro Domingos Joanes, de Oliveira do Hospital, onde jaz em túmulo com estátua equestre e suas Armas, usadas por seus descendentes, os do Amaral ditos de Touriz, lugar da Freguesia da Vila de Midões. Foram pais de: 
- D. Frei André do Amaral (1455 - d. 1523)
- João do Amaral (c. 1456 - d. 1506)
- Ana Gonçalves do Amaral (Tábua, Midões, c. 1470 - ?), casada c. 1490 com Pedro Colaço Godinho (Crato, c. 1465 - d. 1528), com geração
- Afonso Anes do Amaral